# Ангел Иванов (кмет)
Вижте пояснителната страница за други личности с името Ангел Иванов.
Ангел Иванов Иванов – Галуц е кмет на Видин от 12 март 1964 г. до 1 март 1969 г.

## Биография
Роден е на 10 ноември 1923 г. във Видин. Заради дейността му в антифашистко движение лежи в затвор, откъдето излиза през 1944 година. През 1964 г. е избран за кмет на Видин. Неговото кметуване е свързано с най-мащабното строителство в историята на Видин – промишлено, жилищно, търговско, с озеленяване на града и подобряване на инфраструктурата. След 1969 г. е председател на Окръжния съвет на ТПК, директор на СД „Местна промишленост и битови услуги“ и зам-директор на „Вилмекс“. През 1990 г. е избран за председател, а по-късно за секретар и почетен член на Областния съвет на Българския антифашистки съюз.
Умира на 27 март 2017 г.